# María Paz Corominas
Mari Paz Corominas (Barcelona, 2 de junio de 1952) fue una destacada nadadora española que representó a España en los Juegos Olímpicos de México 1968, donde se clasificó para la final en la prueba de 200 metros espalda. Llegó a tener la séptima mejor marca del mundo en los 100 metros espalda y todos los récords de España en estilo libre, salvo en la distancia de 100 metros.